# Governo Sakskoburggotski
Il Governo Sakskoburggotski è stato l’88º esecutivo della Bulgaria, nato in seguito alle elezioni parlamentari in Bulgaria del 2001, che videro un pareggio di seggi tra il MNSP e le altre formazioni politiche. Rimase in carica dal 24 luglio 2001 al 17 agosto 2005 per un totale di 4 anni e 23 giorni.
Durante il suo corso, per via della peculiare situazione di impossibilità a sfiduciare il Governo e, allo stesso tempo, ad approvare leggi senza che queste venissero respinte dall’opposizione, si assistette a un continuo processo di accordo tra i partiti, che infine vide il supporto del DPS e del BSP.

## Situazione parlamentare
| Camera              | Collocazione                | Partiti                                   | Seggi     |
| ------------------- | --------------------------- | ----------------------------------------- | --------- |
| Assemblea nazionale | Governo                     | MNSP (120)                                | 120 / 240 |
| Assemblea nazionale | Appoggio esterno concordato | Coalizione per la Bulgaria (48), DPS (21) | 69 / 240  |
| Assemblea nazionale | Opposizione                 | ODS (51)                                  | 51 / 240  |

## Composizione
| Carica                                                                 | Titolare | Titolare | Titolare          | Partito      |
| ---------------------------------------------------------------------- | -------- | -------- | ----------------- | ------------ |
| Primo ministro                                                         |          |          | Simeon II         | MNSP         |
| Vice Primo Ministro e Ministro dell'Economia                           |          |          | Nikolaj Vasilev   | MNSP         |
| Vice Primo Ministro e Ministro dell'Istruzione e della Scienza         |          |          | Daniel Valchev    | MNSP         |
| Vice Primo Ministro e Ministro del Lavoro e delle Politiche Sociali    |          |          | Lidia Shuleva     | MNSP         |
| Viceministro e Ministro dello sviluppo regionale e dei lavori pubblici |          |          | Kostadin Paskalev | Indipendenti |
| Il Ministro degli Affari Esteri                                        |          |          | Salomone Passy    | MNSP         |
| Ministro dell'Interno                                                  |          |          | Georgi Petkanov   | MNSP         |
| Ministro dell'Istruzione e della Scienza                               |          |          | Vladimir Atanasov | MNSP         |
| Ministro delle Finanze                                                 |          |          | Milen Velcev      | MNSP         |
| Ministro della Giustizia                                               |          |          | Anton Stankov     | MNSP         |
| Ministro della Difesa                                                  |          |          | Nikolaj Svinarov  | MNSP         |
| Ministro dell'Agricoltura e delle Foreste                              |          |          | Mekhmed Dikme     | DPS          |
| Ministro della Pubblica Amministrazione                                |          |          | Dimitar Kalchev   | BSP          |
| Ministro dei trasporti e delle comunicazioni                           |          |          | Plamen Petrov     | DPS          |
| Ministro dell'Ambiente e dell'Acqua                                    |          |          | Dolores Arsenova  | MNSP         |
| Ministro delle situazioni di emergenza                                 |          |          | Nezhdet Mollov    | DPS          |
| Ministero della Cultura                                                |          |          | Vezhdi Rashidov   | MNSP         |
| Ministro della Salute                                                  |          |          | Bozhidar Finkov   | MNSP         |